# François Joseph de Saint-Jean
Pour les articles homonymes, voir Saint-Jean.
François Joseph de Saint-Jean, baron de Pointis, né le 17 décembre 1744 à Pointis-Inard (Haute-Garonne) et mort à Betchat (Ariège) le 25 mars 1826, est un général de brigade de la Révolution française. 
Il participe à la guerre de Sept Ans, puis à la guerre d'indépendance des États-Unis, avant d'être nommé maréchal de camp en 1792.

## Biographie

### Origine et famille
François Joseph de Saint-Jean, baron de Pointis, descend d'une famille aristocratique ariégeoise, dont l'origine remonte au XIIIe siècle. La famille Saint-Jean de Pointis est confirmée dans sa noblesse en 1666, 1667, 1668 et 1669 par jugement des intendants des généralités de Guyenne, de Languedoc, de Toulouse et de Montauban. Deux communes portent son nom : Pointis-Inard dans le canton de Saint-Gaudens, Pointis-de-Rivière dans le canton de Barbazan, ainsi qu'un hameau de la commune de Mercenac dans le canton des Portes du Couserans.
Il est fils de Jean-Jacques de Saint Jean de Pointis, seigneur et baron de Pointis, vicomte d'Ustou et de Marie-Anne d'Ustou.

### Carrière[3]
Il entre en service comme enseigne au régiment de Navarre le 10 mai 1762, puis il passe lieutenant le 4 juin 1762. Il participe à la campagne d'Allemagne en 1762, et il est remis sous-lieutenant en 1763. Le 24 février 1771, il est nommé lieutenant, et le 7 juin 1776, il est muté dans le régiment d'Armagnac .
Il fait campagne aux Antilles, tout d'abord à la Martinique, puis à la Guadeloupe, avant de participer aux combats sur le continent lors de la guerre d'indépendance des États-Unis de 1775 à 1783. Il est nommé capitaine en second le 28 août 1778, puis capitaine commandant le 7 juillet 1780, et il est fait chevalier de Saint-Louis le 27 mai 1782. Il prend alors les fonctions de gouverneur de la Dominique, île et colonie, prise aux Anglais durant le conflit. 
À la paix de 1783, il revient d'Amérique, après y avoir fait toute la guerre sans retourner en France. En 1792, il participe à la campagne aux frontières de France sous les ordres de Kellermann, et le 18 mai 1792, il est nommé lieutenant-colonel au même régiment, devenu le 6e régiment d'infanterie de ligne. Le régiment est alors au camp retranché près de Maubeuge.
Il est promu maréchal de camp le 5 septembre 1792, et il est employé le 7 septembre suivant au camp de L'Épine près de Châlons-sur-Marne, sous les ordres du maréchal Luckner. Il demande sa pension de retraite pour infirmités le 18 novembre 1792, notamment "à cause de sa mauvaise vue".
Kellermann dit alors de lui: « Il y a longtemps que l'état d'infirmité du citoyen général Saint-Jean m'est connu et il a toujours servi avec zèle et distinction. »
Le général Sparre ajoute: « Je certifie que le maréchal de camp Saint-Jean malgré le mauvais état de sa santé s'est acquitté avec civisme et distinction de toutes les missions dont il a été chargé. J'éprouve les regrets les plus vifs que ses infirmités l'empêchent de continuer ses services et le contraignent à demander une retraite que ses nombreuses campagnes le mettent dans le cas d'obtenir ».
Le même confirme dans une lettre au ministre de la Guerre Pache : "Je vous adresse, citoyen Ministre, le mémoire du maréchal de camp Saint-Jean qui est indispensablement forcé de demander sa retraite par rapport à sa mauvaise santé ainsi que vous le verrez par le certificat des médecins qui y est joint. Le général Kellermann sous les ordres duquel il a servi rend de cet officier les témoignages les plus avantageux et je n'ai pu moi-même me refuser à appuyer sa demande ayant été témoin de son zèle et de l'impuissance physique où il est de pouvoir continuer à se rendre utile. Je vous prie donc avec instance, citoyen Ministre, d'avoir égard à sa malheureuse position."
Il est mis en non activité le 7 décembre 1792, et admis à la retraite le 17 février 1794, avec une pension de 1 590 francs. Il se retire au château de Castelbon à Betchat dans l'Ariège.
Il est maire de Betchat sous la Restauration. Il teste en juillet 1821 et meurt en 1825.

## Descendance
Il a une fille avec sa femme Anne d'Aimé, Virginie née le 18 novembre 1793 à Paris.
Virginie épouse le 4 septembre 1823, Charles de Salles de Hys, chef de bataillon.

## Titres
- Chevalier de l'ordre de Saint-Louis le 27 mai 1782.

## Sources et bibliographie
- Dossier d'Officier au Service Historique de la Défense (SHD - SHAT), cote : 4Yd3919.
- Georges Six, Dictionnaire biographique des généraux & amiraux français de la Révolution et de l'Empire (1792-1814), Paris : Librairie G. Saffroy, 1934, 2 vol., p. 414-415